# 古い靴のある静物
『古い靴のある静物』（ふるいくつのあるせいぶつ、英: Still Life with Old Shoe）はジョアン・ミロが1937年に制作し、現在ニューヨーク近代美術館が所蔵する油彩画。この作品は1970年にジェームズ・トロール・ソウビから寄贈された。

## 来歴
スペイン内戦が勃発した時、ミロは妻ピラール、幼い娘マリア・ドローレスと共にムンロッチ・ダル・カムに居た。混乱を避けるため彼らはフランスへ向かい、1936年12月16日にパリに入った。一家の住居は非常に狭く、制作活動のスペースは全く無かった。当時、ミロはアイデアを考えてそれを小さなスケッチブックに描く以外、やることが無かった。また自由アトリエのひとつであるグラン・ショミエールに通い、学生の頃以来久しくしていなかった、デッサンの練習に励んだ。
ミロにはアトリエも部屋も無かったが、ピエール画廊の中二階で制作を始め、1937年1月から5月の5ヶ月をかけて、彼の作品歴の中で最も風変わりかつ重要な一枚『古い靴のある静物』が生まれた。ドラマチックな緊張感をたたえたこの油彩画で、彼はスペインの現状に対する苦悩を表現し、その描写にはダリ的な激情が窺える。この作品は、ミロとしては珍しく政治的な主張を作品へぶつけた稀有な時期に描かれた。
当時の様々な出来事、特にスペイン内戦の劇的な状況において、私は現実を深く理解する必要があると感じていました。私は毎日のようにグラン・ショミエールに行き制作したものでした。当時、現実を通して物事をコントロールする必要があると感じていました。—ジョアン・ミロ、
ミロは共和派の同調者だった。1937年パリ万博のスペイン館は、ミロの友人であるホセ・ルイ・セルトが設計し、そこでピカソの『ゲルニカ』と共にミロの壁画『刈り入れ人』も展示された。これは高さ5.5メートルの大作だったが、万博終了後に逸失した。また同年、ミロはフランス語で「Aidez l'Espagne」（スペインを救え）と書かれた力強い絵柄のポスターも制作した。

## 関連文献
- Cirlot, Juan-Eduardo (1949). Joan Miró. Barcelona: Cobalto
- Clavero, Jordi.J (2010). Fundació Joan Miró. Foundation's Guide. Barcelona: Polígrafa. ISBN 978-84-343-1242-5
- Dupin, Jacques (2004) (Spanish). Miró. Polígrafa
- Lubar, Robert (1993). The Mediterranean Miró: conceptions of cultural identity. Foundation Miró Leonardo Art
- Malet, Rosa Maria. Joan Miró
- Martinez Muñoz, Amalia. pincelada From Monet to Pollock's gesture
- Penrose, Roland (1965) (Spanish). Art Gallery of the Genius: Miró. Codex. property registry Intellectual 893,686
- Pescador, Saturnino (2009). Joan Miró: hidden intentionality and work-life. New York: Elsevier Erasmus. ISBN 978-84-936972 - 1-1
- Rebull Trudell, Melania. Joan Miró
- Raillard, George (1992) (Spanish). Miró. Madrid. ISBN 84-7444-605-8
- Suarez, Alicia (1989). Universal Art History: Volume IX. New York: Planet